# A Brigada Furiosa
A Brigada Furiosa foi um grupo terrorista britânico de extrema-esquerda responsável por uma série de atentados a bomba na Inglaterra entre 1970 e 1972. Usando pequenas bombas, eles atacaram bancos, embaixadas, um veículo da BBC Outside Broadcast e as casas de deputados conservadores. No total, a polícia atribuiu 25 atentados à Brigada Furiosa. Os ataques causaram principalmente danos materiais; uma pessoa ficou levemente ferida. Das oito pessoas que foram julgadas, conhecidas como Stoke Newington Eight, quatro foram absolvidas. John Barker, juntamente com Hilary Creek, Anna Mendelssohn e Jim Greenfield, foram condenados por maioria e sentenciados a dez anos. Em uma entrevista de 2014, Barker descreveu o julgamento como político, mas reconheceu que "eles condenaram um homem culpado".